# クアドレッレ
クアドレッレ（伊: Quadrelle）は、イタリア共和国カンパニア州アヴェッリーノ県にある、人口約1,900人の基礎自治体（コムーネ）。

## 地理

### 位置・広がり

#### 隣接コムーネ
隣接するコムーネは以下の通り。
- メルコリアーノ
- ムニャーノ・デル・カルディナーレ
- シリニャーノ
- スンモンテ